# とある暗部の少女共棲
『とある暗部の少女共棲』（とあるあんぶのアイテム）は、鎌池和馬による日本のライトノベル。イラストはニリツが担当している。電撃文庫 (KADOKAWA) より2023年3月から刊行されている。
麦野沈利がリーダーの暗部組織「アイテム」を主人公とする、『とある魔術の禁書目録』のスピンオフ作品。
メディアミックスとして、strelkaによるコミカライズが『月刊コミック電撃大王』(KADOKAWA) にて2023年12月号から連載中。また、テレビアニメ化が発表されている。

## 登場人物
声の項はテレビアニメ版の声優。
麦野 沈利（むぎの しずり）
声 - 小清水亜美
絹旗 最愛（きぬはた さいあい）
声 - 赤﨑千夏
フレンダ＝セイヴェルン
声 - 内田真礼
滝壺 理后（たきつぼ りこう）
声 - 洲崎綾
華野超美（はなの ちょうび）

## 既刊一覧

### 小説
- 鎌池和馬（著）・ニリツ（キャラクターデザイン・イラスト）・はいむらきよたか（キャラクターデザイン） 『とある暗部の少女共棲』 KADOKAWA〈電撃文庫〉、既刊4巻（2025年3月7日現在）
  1. 2023年3月10日発売[4]、ISBN 978-4-04-914939-5
  2. 2023年8月10日発売[5]、ISBN 978-4-04-915081-0
  3. 2024年6月7日発売[6]、ISBN 978-4-04-915699-7
  4. 2025年3月7日発売[7]、ISBN 978-4-04-916233-2

### 漫画
- strelka（漫画）・鎌池和馬（原作）・ニリツ（キャラクターデザイン）・はいむらきよたか（キャラクターデザイン） 『とある暗部の少女共棲』 KADOKAWA〈電撃コミックスNEXT〉、既刊2巻（2025年4月24日現在）
  1. 2024年6月26日発売[8][9]、ISBN 978-4-04-915751-2
  2. 2025年4月24日発売[10]、ISBN 978-4-04-916381-0

## テレビアニメ
2025年2月16日開催の「電撃文庫 新春超感謝 冬の祭典オンライン2025」にてテレビアニメ化が発表された。

### スタッフ
- 原作 - 鎌池和馬[3]
- キャラクター原案 - はいむらきよたか[3]、ニリツ[3]